# Le Val (Var)
Le Val (okzitanisch Lo Vau) ist eine französische Gemeinde mit 4257 Einwohnern (Stand 1. Januar 2022) im Département Var in der Region Provence-Alpes-Côte d’Azur. Sie gehört zum Kanton Brignoles im gleichnamigen Arrondissement Brignoles. Das Gemeindegebiet wird vom Flüsschen Ribeirotte durchquert, das zum Argens entwässert.

## Geschichte
Bereits in der Kupferzeit, etwa 2500 v. Chr. lebten Menschen in der Region. In Les Essartènes nahe Le Val befinden sich zum Inscrit Monument Historique erklärte Höhlen mit Wandmalereien und Felsgravuren. Später, im 1. Jahrtausend v. Chr., siedelten sich ligurische Stämme aus dem Osten und aus dem Norden einwandernde Kelten in der Region an. Aus deren Vermischung entstand die keltisch-ligurische Kultur, die die Provence bis in die römische Epoche prägte.

## Sehenswürdigkeiten
- Die im Jahr 1068 geweihte Kirche Notre-Dame-de-l'Assomption wurde ursprünglich im romanischen Stil errichtet. Im 17. Jahrhundert wurde sie vergrößert. Das romanische Schiff öffnet sich zu Seitenkapellen aus dem 17. Jahrhundert. Säulen ragen hinauf zu ihren mit Sparrenköpfen verzierten Kapitellen. Die Fresken der Kirche wurden im 18. Jahrhundert restauriert.
- Die Wallfahrtskapelle Notre-Dame-de-Pitié wurde im Jahr 1659 errichtet. Die Fassade des als Monument historique geschützten Gebäudes ist, wie die der Kapelle Sainte-Catherine mit Muschelschalen verziert. Den Weg zur Kapelle säumen kleine als Inscrit Monument Historique klassifizierte Gebetskapellen aus dem 17. Jahrhundert.

## Wirtschaft
Nordwestlich von Le Val befand sich das Studio de Miraval im gleichnamigen Château Miraval, das zur Nachbargemeinde Correns gehört. In diesem Tonstudio wurden zahlreiche Produktionen französischer und internationaler Künstler aufgenommen. Miraval produzierte unter anderem für AC/DC, The Cure, Pink Floyd, The Cranberries, Indochine und Téléphone. Das Château ging später in den Besitz von Angelina Jolie und Brad Pitt über, die dort auch heirateten. Inzwischen ist das Château Standort eines Weinerzeugers.